# جورج غوردون (سياسي كندي)
جورج غوردون (بالإنجليزية: George Gordon)‏ هو سياسي كندي، ولد في 2 مايو 1865، وتوفي في 3 فبراير 1942. انتخب عضو مجلس الشيوخ الكندي وانتخب عضو مجلس العموم الكندي عن دائرة Nipissing (federal electoral district) ‏ (26 أكتوبر 1908 – 21 سبتمبر 1911).